# Flagstaff
Flagstaff é uma cidade localizada no estado norte-americano do Arizona, no condado de Coconino, do qual é sede. Foi fundada em 1876 e incorporada em 1894. Está rodeada por florestas nacionais e situa-se no sopé da montanha mais alta do Arizona, o pico Humphrey, com 3 850 metros. O seu nome significa "mastro de bandeira" em inglês.

## Geografia
De acordo com o United States Census Bureau, a cidade tem uma área de 165,5 km², onde 165,4 km² estão cobertos por terra e 0,1 km² por água.

### Clima
Possui um clima semi-árido, ameno no Verão e muito frio no Inverno, com intensa precipitação de neve e temperaturas mínimas sempre abaixo dos -8°C, devido à sua altitude. As precipitações são bem mais abundantes que as cidades grandes do sul do Arizona, com um total de 581 mm anuais, sendo que a estação chuvosa vai de Julho até Setembro.
As temperaturas no Verão variam entre 6 e 10°C a mínima, podendo chegar a abaixo de 0°C em raras ocasiões e entre 23 e 28°C a máxima, raramente ultrapassando os 33°C. Na Primavera as temperaturas variam entre -2°C e 5°C as mínimas, podendo chegar a abaixo de -10°C nas primeiras semanas de Abril e entre 14°C e 25°C, podendo já ultrapassar os 30°C em Junho. O Outono registra mínimas entre 1°C e -8°C, podendo chegar a -15°C já no final de Novembro e as máximas oscilam entre 7°C e 17°C, podendo ultrapassar os 20°C no início de Outubro. No Inverno temos mínimas que vão de -5°C a -9°C, podendo chegar a -20°C em Janeiro e máximas que vão de 6 a 10°C, chegando a superar os 15°C em algumas ocasiões no início de Março.

## Demografia
Segundo o censo nacional de 2010, a sua população é de 65 870 habitantes e sua densidade populacional é de 398,2 hab/km². Possui 26 254 residências, que resulta em uma densidade de 158,7 residências/km².